# Vesna Čitaković
Vesna Čitaković est une ancienne joueuse de volley-ball serbe née le 3 février 1979 à Užice. Elle mesure 1,87 m et jouait au poste de centrale. Elle totalise 171 sélections en équipe de Serbie. Elle met un terme à sa carrière de volleyeuse professionnelle en mai 2016. Son mari est le footballeur monténégrin Duško Đurišić.

## Clubs
| Club                  | De        | À         |
| --------------------- | --------- | --------- |
| Jedinstivo Uzice      | 1995-1996 | 2001-2002 |
| Volley Modena         | 2002-2003 | 2002-2003 |
| Raanana VBC           | 2004-2005 | 2004-2005 |
| USC Münster           | 2005-2006 | 2005-2006 |
| Eczacıbaşı İstanbul   | 2006-2007 | 2008-2009 |
| CS Dinamo Bucureşti   | 2009-2009 | 2009-2009 |
| GSO Villa Cortese     | 2009-2010 | 2009-2010 |
| Galatasaray İstanbul  | 2010-2011 | 2010-2011 |
| Muszynianka Muszyna   | 2011-2012 | 2011-2012 |
| Impel Wrocław         | 2012-2013 | 2012-2013 |
| Çanakkale Belediye    | 2013-2014 | 2013-2014 |
| Beşiktaş İstanbul     | août 2014 | oct 2014  |
| Jakarta Popsivo PGN   | jan 2015  | mai 2015  |
| Étoile Rouge Belgrade | 2015-2016 | 2015-2016 |
| Volley Bergamo        | mars 2016 | mai 2016  |

## Palmarès

### Équipe nationale
- Championnat d'Europe
  - Finaliste : 2007.

### Clubs
- Supercoupe d'Italie
  - Vainqueur: 2002.
- Coupe d'Allemagne
  - Finaliste : 2006.
- Championnat de Turquie
  - Vainqueur : 2007, 2008.
- Coupe de Turquie
  - Vainqueur : 2009.
- Coupe d'Italie
  - Vainqueur : 2010, 2016.